# L-SAM
Die Long-range Surface-to-Air Missile (L-SAM) (koreanisch 장거리 지대공 미사일 Janggeori Jidaegong Misail, deutsch ‚Langstrecken-Boden-Luft-Rakete‘) ist ein in Erprobung befindliches bodengestütztes Flugabwehrraketensystem der Republik Korea (Südkorea).

## Allgemeines
Das System wurde durch die südkoreanische Agency for Defense Development (ADD) entwickelt und durch Hanwha Aerospace hergestellt. Es soll in seiner Leistung dem amerikanischen Patriot- und russisch-südkoreanischen KM-SAM-Systemen überlegen sein. Es verfügt über die Fähigkeit des Heißstart seiner Flugkörper, wohingegen die KM-SAM ein Kaltstarttyp ist. Das L-SAM-System kann Flugzeuge, Drohnen und Raketen in Höhen von 50 bis 70 km abschießen. Das südkoreanische Verteidigungsministerium gab im Juni 2024 bekannt, dass die Entwicklung von L-SAM abgeschlossen ist und dass die Serienproduktion bald beginnen wird. Parallel dazu habe die Entwicklung einer verbesserten Version, L-SAM-II, begonnen.